# 栃木市立西方小学校
栃木市立西方小学校（とちぎしりつ にしかたしょうがっこう）は、栃木県栃木市西方町元にある公立小学校。

## 沿革
- 1971年8月2日 - 学校プール完成
- 1977年5月31日 - 新校舎落成
- 1982年3月13日 - 体育館落成
- 1994年10月1日 - 町制施行に伴い、西方町立西方小学校となる。
- 2010年
  - 6月-9月 - 耐震工事・大規模改修工事
  - 8月 - 体育館大規模改修工事
- 2011年
  - 1月 - 西方地域学校給食共同調理場完成
  - 10月1日 - 市町合併に伴い、栃木市立西方小学校となる
- 2012年11月1日 - 学校ホームページを移設（栃木市教育ポータルサイト内・栃木市教育委員会管理）

## 教育方針
- 教育目標
  - なかよく助け合う子
  - 元気で明るい子
  - よく考え自ら学ぶ子

## 施設
- 校舎
- 屋内運動場
- 屋外プール
- 栃木市立西方地域学校給食共同調理場（校舎北側・別棟）

## 日課
|                | 月～木(平常日課) | 金曜日(平常日課) | 月～木(冬季日課) | 金曜日(冬季日課) |
| -------------- | ---------------- | ---------------- | ---------------- | ---------------- |
| 児童登校       | 8:10             | 8:10             | 8:10             | 8:10             |
| 職員打ち合わせ | 8:10~8:20        | 8:10~8:20        | 8:10~8:20        | 8:10~8:20        |
| 朝の学習       | 8:15~8:25        | 8:15~8:25        | 8:15~8:25        | 8:15~8:25        |
| 朝の会         | 8:25~8:35        | 8:25~8:35        | 8:25~8:35        | 8:25~8:35        |
| 1校時          | 8:35~9:20        | 8:35~9:20        | 8:35~9:20        | 8:35~9:20        |
| 2校時          | 9:30~10:15       | 9:30~10:15       | 9:30~10:15       | 9:30~10:15       |
| 業間           | 10:20~10:40      | 10:20~10:40      | 10:20~10:40      | 10:20~10:40      |
| 3校時          | 10:45~11:30      | 10:45~11:30      | 10:45~11:30      | 10:45~11:30      |
| 4校時          | 11:35~12:20      | 11:35~12:20      | 11:35~12:20      | 11:35~12:20      |
| 給食・歯磨き   | 12:20~13:05      | 12:20~13:05      | 12:20~13:05      | 12:20~13:05      |
| 昼休み         | 13:05~13:30      | 13:05~13:30      | 13:05~13:20      | 13:05~13:20      |
| 清掃           | 13:35~13:50      | 13:35~13:50      | なし             | なし             |
| 5校時          | 13:55~14:40      | 13:55~14:40      | 13:25~14:10      | 13:25~14:10      |
| 帰りの会       | 14:45~14:55      | 14:45~14:55      | 14:10~14:20      | 14:10~14:20      |
| 6校時          | 14:55~15:40      | 14:55~15:40      | 14:25~15:10      | 14:25~15:10      |
| 下校           | 15:00~15:50      | 地区別下校 15:25 | 14:30~15:25      | 地区別下校 15:25 |

## 通学区域
栃木市西方地域の西方地区（西方町元・西方町金崎・西方町本郷・西方町本城・西方町金井）

## 周辺の主な施設
- 栃木市役所 西方総合支所
- 栃木市西方公民館
- 栃木市図書館西方分館
- 栃木市立西方中学校
- 道の駅にしかた
- セブンイレブン 西方バイパス店